# معاني الحروف (للفراهيدي)
كتاب معاني الحروف كتاب في الفروق بين حروف المعاني للخليل الفراهيدي.

## وصلات خارجية
- تصفح الكتاب